# 積尸增三
積尸增三（Epsilon Cancri，ε Cancri，縮寫為Epsilon Cnc，ε Cnc）位於黃道星座巨蟹座，是一顆白色的聯星系統，視星等為+6.29等，接近肉眼可見的下限。從地球上看到的年周視差為mas，相當於距離太陽約606光年。
聯星對的名稱為WDS J08405+1933。主星被命名為巨蟹座ε（積尸增三），伴星是HD 73711。積尸增三本身就是一顆光譜聯星，其成分被命名為Aa（也稱為Meleph）)和Ab。HD 73711也被懷疑是光譜聯星。

## 命名法

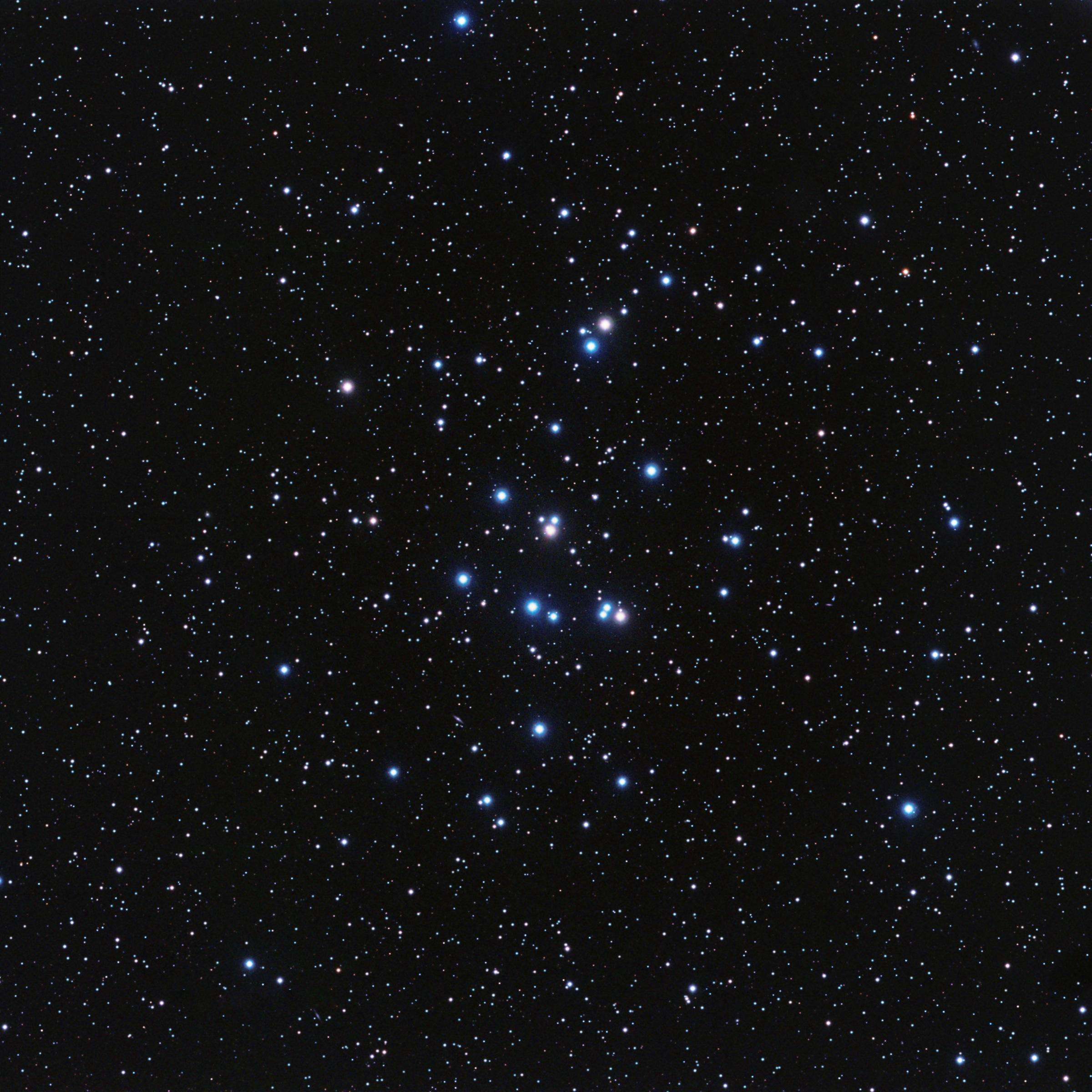
鬼宿星團。積尸增三是靠近圖像中心，最亮的藍色恆星。

'巨蟹座ε（拉丁化為「Epsilon Cancri」）是拜耳命名法系統的名稱，最初指的是整個星團。
在2016年，國際天文學聯合會的恆星名稱工作組（WGSN）對恆星的專有名稱進行編目和標準化。WGSN决定將專有名稱賦予單個恒星，而不是整個聯星系統。它於2017年9月5日核准巨蟹座εAa組件的名稱為「Meleph 」，現在它被列入國際天文學聯合會核定的恆星名稱清單。

## 性質
該系統正以+30 公里/秒的徑向速度遠離太陽。
積尸增三A是一個雙線光譜聯星系統，其軌道週期為35.14天，離心率為0.42。它的恆星分類為 A5 III，它與A型巨星相匹配。光譜顯示了Am星的化學奇特特徵。它的光譜類型被列為kA3hA5mF0，表示鈣、氫和其他金屬的光譜線所顯示的不同光譜類型。儘管進行了光譜分類，它的氫燃燒壽命已經到了盡頭，但演化模型表明這顆恆星仍處於主序星的階段。該系統的年齡估計約為 6億3700萬年。
HD 73711 是另一顆Am星，給定的恆星分類為F0 III，但基於其氫吸收線，對其進行了更完整的分類是kA3hA5mF0。儘管光譜類別表明這顆恆星是一顆巨星，但模型表明它的核心仍在融合氫。